# Station Lwówek Śląski
Station Lwówek Śląski is een spoorwegstation in de Poolse plaats Lwówek Śląski.